# Gwiazda Południa (film)
Gwiazda Południa (ang. The Southern Star) – brytyjsko-francuska komedia przygodowa z 1969 roku na podstawie powieści Juliusza Verne’a pod tym samym tytułem.
Polska premiera odbyła się w lutym 1971 roku wraz z rumuńskimi animacjami produkcji Animafilm z 1968 roku: Bladą twarzą wśród Indian (rum. Întîlnirea) oraz Brylantowym skarbem (rum. Diamantul) z serii „Aventurile lui Bobo. Andrzej Bertrandt jest autorem polskiego plakatu do filmu.

## Fabuła
Dan Rockland odnajduje ogromny diament i oddaje go Kramerowi – milionerowi, czym zyskuje jego życzliwość. Podczas przyjęcia, na którym diament zostaje nazwany Gwiazdą Południa, kamień znika. Kramer podejrzewa o kradzież afrykańskiego chłopca Matakita, który ucieka. W pościg za nim rusza Dan, Erica – córka Kramera i Karl – szef ochrony Kramera.

## Główne role
- George Segal – Dan
- Ursula Andress – Erica Kramer
- Orson Welles – Plankett
- Ian Hendry – Karl
- Johnny Sekka – Matakit
- Michel Constantin – José
- Georges Géret – André
- Sylvain Levignac – Louis
- Charles Lamb – Todd
- Guy Delorme – Michael
- Harry Andrews – Kramer

## Wersja polska
Opracowanie : Studio Opracowań Filmów w Warszawie

Reżyseria: Izabella Falewiczowa

Obsada:
- Roman Wilhelmi – Dan
- Alina Jurewicz – Erica Kramer
- Mieczysław Pawlikowski – Plankett
- Włodzimierz Bednarski – Karl

i inni